# Wonoharjo (Nguntoronadi)
Wonoharjo is een bestuurslaag in het regentschap Wonogiri van de provincie Midden-Java, Indonesië. Wonoharjo telt 2216 inwoners (volkstelling 2010).